# Benito Juárez, Xicoténcatl
Benito Juárez är en ort i Mexiko.   Den ligger i kommunen Xicoténcatl och delstaten Tamaulipas, i den centrala delen av landet, 400 km norr om huvudstaden Mexico City. Benito Juárez ligger 174 meter över havet och antalet invånare är 304.
Terrängen runt Benito Juárez är kuperad norrut, men söderut är den platt. Runt Benito Juárez är det ganska glesbefolkat, med 23 invånare per kvadratkilometer. Närmaste större samhälle är Xicoténcatl, 14,7 km sydost om Benito Juárez. I omgivningarna runt Benito Juárez växer huvudsakligen savannskog.